# 卢彦卿
卢彦卿，范阳涿（今河北省涿州市）人，出自范阳卢氏北祖大房，是北魏秘书监、固安懿伯卢渊的曾孙，北魏燕郡太守卢道将的孙子，北魏弘农太守卢怀仁的儿子。卢彦卿官至石门县县令、东宫学士，著有《后魏记》33卷。